# Bémécourt
Bémécourt es una localidad y comuna francesa situada en la región de Alta Normandía, departamento de Eure, en el distrito de Évreux y cantón de Breteuil.

## Demografía
| 321 | 292 | 394 | 328 | 414 | 456 |
| Para los censos de 1962 a 1999 la población legal corresponde a la población sin duplicidades (Fuente: INSEE [Consultar]) |     |     |     |     |     |

## Lugares de interés
Bosque de Breteuil y antigua vía romana.